# Квемо-Собиси
Квемо-Собиси (груз. ქვემო სობისი) — село в Грузии, на территории Горийского муниципалитета края (мхаре) Шида-Картли.

## География
Село находится в центральной части Грузии, в пределах Тирифонской равнины, на расстоянии приблизительно 12 километров (по прямой) к северо-востоку от города Гори, административного центра муниципалитета. Абсолютная высота — 734 метра над уровнем моря.

## Население
По результатам официальной переписи населения 2014 года в Квемо-Собиси проживал 481 человек (246 мужчин и 235 женщин). В национальной структуре населения грузины составляли 98,3 %, осетины — 1,2 %.
| Год  | Население, человек |
| ---- | ------------------ |
| 2002 | 640                |
| 2014 | ↘ 481              |